# Internationaal Instituut voor de Portugese taal
Het Internationaal Instituut van de Portugese Taal (Portugees:Instituto Internacional da Língua Portuguesa, IILP) is  het instituut van de Gemeenschap van Portugeessprekende landen voor de bevordering en verspreiding van het Portugees. Het hoofdkwartier is gevestigd in Praia op de archipel Kaapverdië. De voorzitter is de Angolese taalkundige Amélia Mingas. 

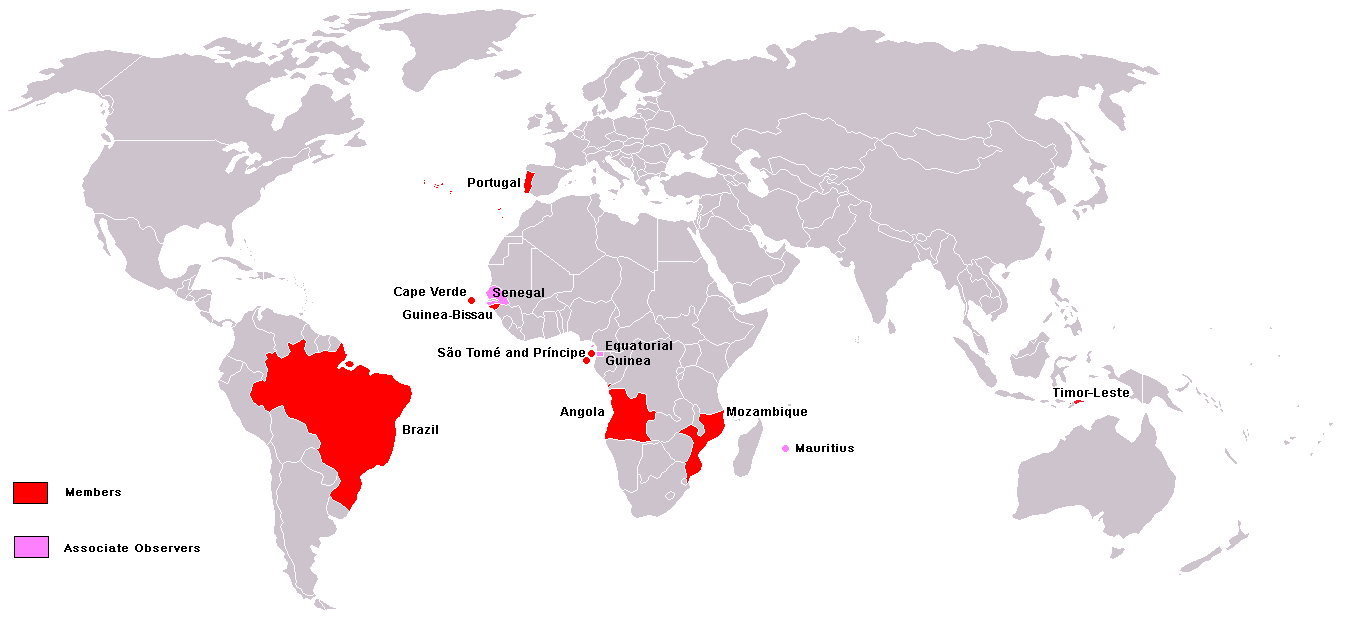
De leden (2005)

De leden van het instituut zijn: Angola, Brazilië, Kaapverdië, Guinee-Bissau, Mozambique, Oost-Timor, Portugal en Sao Tomé en Principe.